# Chiesa di Santa Marta (Sondalo)
La chiesa di Santa Marta è un luogo di culto cattolico di Sondalo della diocesi di Como e della provincia di Sondrio, inserita nell'unità pastorale di 27 - Grosio.

## Storia
La chiesa, la cui edificazione risale al 1440, conserva un importante ciclo pittorico eseguito a cavallo tra il  XV e il XVI secolo  che hanno reso l'edificio uno dei più importanti monumenti artistici della località di Sondalo e dal 1859 riconosciuto come monumento nazionale dal Regio Ministero.
Questa era il luogo d'incontro di alcune donne conosciute come “dominae humiliatae” che formavano una comunità dedita alla preghiera e presente già dal 1316 presso l'antica chiesa di San Francesco di Bormio. Viene documentata la presenza di una conversa di nome Agnese e una “monica” Alegranza presenti nella chiesa di Santa Marta. La maggior parte di queste donne erano anziane, e data la loro fragilità, doveva assicurarsi una certa sopravvivenza in cibo e vestiario, vivendo una vita quasi monastica.
La chiesa divenne la parrocchiale di Sondalo passando da quella di Sant'Agnese e diventando sussidiaria poi nel Quattrocento della grande chiesa di Santa Maria Maggiore.,
La chiesa fu oggetto di una completa ricostruzione del XV secolo, periodo in cui furono eseguiti gli affreschi, compresi quelli conservati nella volta del campanile raffiguranti i quattro elementi: aria, acqua, terra e fuoco. La chiesa è stata affrescata anche da artisti come Cipriano Valorsa e Fermo Stella, anche se molte opere sono indicate di Giovannino del fu Stefano di Sondalo che probabilmente non si era mai dedicato alla pittura in prima persona, ma sempre coadiuvando altri artisti.
Nell'Ottocento furono eseguiti lavori di rifacimento e mantenimento con l'innalzamento delle pareti laterali, il rifacimento della pavimentazione e 
La chiesa fu restaurata nel trienni 1784-87 quando fu aggiunta la volta interna, mentre gli affreschi furono oggetto di un attento restauro e studio nel 1967, e negli anni successivi del Novecento.

## Descrizione

### Esterno

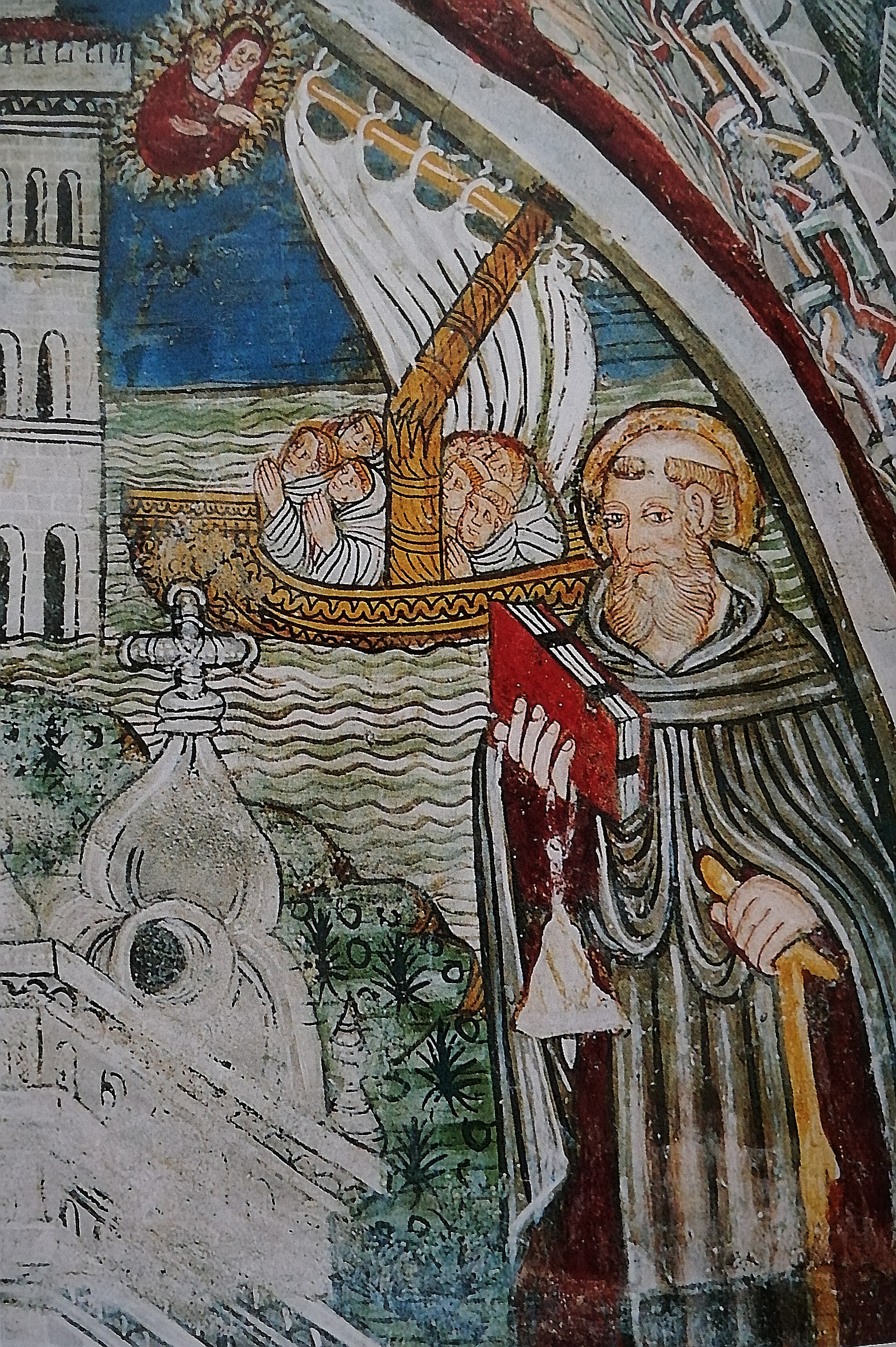
Giovanni da Sondalo- Storie di santa Marta trasporto della santa Casa di Loreto - affresco nella chiesa di Santa Marta

L'edificio di culto è posto nella zona a nord di Sondalo raggiungibile dalla via omonima. La chiesa si presenta con l'austera facciata in conci di pietra che ospita nella parte centrale l'ingresso principale con paraste e architrave in pietra molto semplice. Superiore un oculo cieco e nella parte superiore un'apertura rettangolare completa di inferriata protettiva e un'altra piccola apertura conclude il fronte principale. Segue il tetto a due falde.

### Interno
L'interno presenta un loggiato sorretto da grosse colonne in pietra con capitelli a soggetti antropomorfi sotto cui, sulla controfacciata, si conserva il ciclo pittorico con la datazione “hoc opus 1473”, raffigurante le storie di santa Marta, Resurrezione di Lazzaro, Resurrezione di un annegato, Marta durante le faccende domestiche, l'uccisione del drago Tarasca, la Sepoltura e il Viatico di Santa Marta, opera della fine del Quattrocento di Giovanni da Sondalo coadiuvato da altri artisti.